# Elecciones generales de Aruba de 1975
Elecciones generales tuvieron lugar en Aruba en 1975. Fueron las séptimas elecciones para el Consejo de la Isla.

## Resultados
| Partido                      | Votos | %     | Asientos | +/– |
| ---------------------------- | ----- | ----- | -------- | --- |
| Movimiento Electoral Popular | 15647 | 59,54 | 13       | +6  |
| Partido Patriótico Arubano   | 11164 | 34,81 | 7        | –4  |
| Partido del Pueblo Arubano   | 1777  | 5,65  | 1        | –2  |
| Fuente: Historia di Aruba    |       |       |          |     |